# توماس برادفورد
توماس برادفورد (انگلیسی: Thomas Bradford؛ ۱ دسامبر ۱۷۷۷ – ۲۸ نوامبر ۱۸۵۳ (۷۵ ساله)) فرد نظامی اهل پادشاهی متحد بریتانیای کبیر و ایرلند بود. وی همچنین برندهٔ جوایزی همچون نشان حمام شده‌است.